# آرثر فونغ
آرثر فونغ هو سياسي سنغافوري، ولد في 24 مايو 1964. نشط حزبياً في حزب العمل الشعبي. وقد انتخب عضو مجلس الشعب السنغافوري ‏ عن دائرة West Coast Group Representation Constituency ‏ وقد انضم خلال فترته النيابية ‏ للكتلة البرلمانية حزب العمل الشعبي وانتخب عضو مجلس الشعب السنغافوري ‏ عن دائرة West Coast Group Representation Constituency ‏ وقد انضم خلال فترته النيابية ‏ للكتلة البرلمانية حزب العمل الشعبي وانتخب عضو مجلس الشعب السنغافوري ‏.